# Erich Iltgen

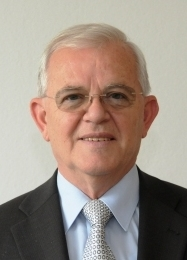
Erich Iltgen (2010)

Erich Iltgen (* 10. Juli 1940 in Köln; † 9. Juni 2019 in Dresden) war ein deutscher Politiker (CDU) und von 1990 bis 2009 Präsident des Sächsischen Landtags.

## Leben
Iltgen wurde in Köln geboren. Seine Familie zog aber 1943 nach Dresden, um vor dem Luftkrieg zu fliehen.
Nach einer Ausbildung zum Landmaschinen- und Motorenschlosser von 1954 bis 1957 studierte Iltgen von 1958 bis 1964 in Halle (Saale) mit Abschlüssen als Ingenieur für Landtechnik und als Diplomingenieur für Heizung, Lüftung und Sanitär. Danach war er von 1964 bis 1979 als Gruppenleiter im Kraftwerksanlagenbau und von 1979 bis 1985 als Abteilungsleiter für Investitionen im Sächsischen Serumwerk Dresden zuständig, bis er schließlich von 1985 bis 1988 als Leiter der Dombauhütte der Kathedrale des Bistums Dresden-Meißen und 1988 bis 1990 als Bauamtsleiter des Bistums Dresden-Meißen tätig wurde (Ordinariatsrat).
Erich Iltgen war römisch-katholischer Konfession, verheiratet und hatte vier Kinder.

## Politik
Zwischen 1989 und 1990 war Iltgen Moderator des Runden Tisches des Bezirkes Dresden, Begründer des Sächsischen Forums, Mitglied des Koordinierungsausschusses zur Bildung des Landes Sachsen und Landesstrukturbeauftragter der Arbeitsgruppe „Landtag“.
Im Juni 1990 trat er der CDU bei. Er wurde über den Wahlkreis 42 (Dresden IV) in den Ersten Sächsischen Landtag und am 27. Oktober 1990 zu dessen Präsidenten gewählt. Bei den folgenden Landtagswahlen in Sachsen in den Jahren 1994, 1999 und 2004 wurde er jeweils im Amt bestätigt. In der 2. und 3. Wahlperiode vertrat er den Wahlkreis 45 (Dresden IV), in der 4. Wahlperiode den Wahlkreis Dresden 6. Er war zudem Mitglied im Präsidium des CDU-Landesverbandes.
In die Kritik geriet er als Landtagspräsident am 9. Mai 2007, als er fremdenfeindliche Ausfälligkeiten des NPD-Fraktionschefs Holger Apfel stillschweigend durchgehen ließ und erst Stunden später mit einem Ordnungsruf reagierte.
Bei der Sächsischen Landtagswahl 2009 trat er nicht mehr als Kandidat an.

## Ehrungen
Kraft Amtes wurde Iltgen als Landtagspräsident Träger des Sächsischen Verdienstordens auf Lebenszeit. Erich Iltgen wurde 2009 das Große Verdienstkreuz mit Stern verliehen, das ihm bei dem Festakt zur Verabschiedung aus dem Landtag überreicht wurde. Am 28. Mai 2011 wurde ihm für „sein herausragendes politisches Wirken und ehrenamtliches Engagement“ von seinem Amtsnachfolger Matthias Rößler die Sächsische Verfassungsmedaille verliehen.
Am 21. Juni 2019 wurde Iltgen im Sächsischen Landtag mit einem Staatsakt geehrt. Er war die erste Person, der diese Ehre seit der Gründung des Freistaates Sachsen 1990 zuteilwurde.

## Mitgliedschaften
Erich Iltgen war Mitglied im Kuratorium Dresdner Kinderhilfe e. V. und im Kuratorium des Fördervereins Lingnerschloss e. V. Des Weiteren besaß er mehrere Schirmherrschaften. Iltgen war Ehrenpräsident des Landestourismusverbandes und der Europäischen Bewegung Sachsen. Iltgen war Mitglied im Kuratorium des Neuen Sächsischen Kunstvereins, als dessen Präsident er von 1990 bis 1991 amtierte. Von 1992 bis 2010 leitete er als Moderator den landesweiten Runden Tisch gegen Gewalt.